# NGC 4126
NGC 4126 este o galaxie lenticulară situată în constelația Părul Berenicei. A fost descoperită în 21 martie 1784 de către William Herschel. Se află la o distanță de 98,54 de megaparseci de Pământ.